# Ophioleucidae
Famille
Les Ophioleucidae sont une famille d'ophiures (échinodermes proches des étoiles de mer), de l'ordre des Ophioleucida. 

## Classification
Selon World Register of Marine Species (4 février 2019) :
- genre Eirenura Thuy, 2011 †

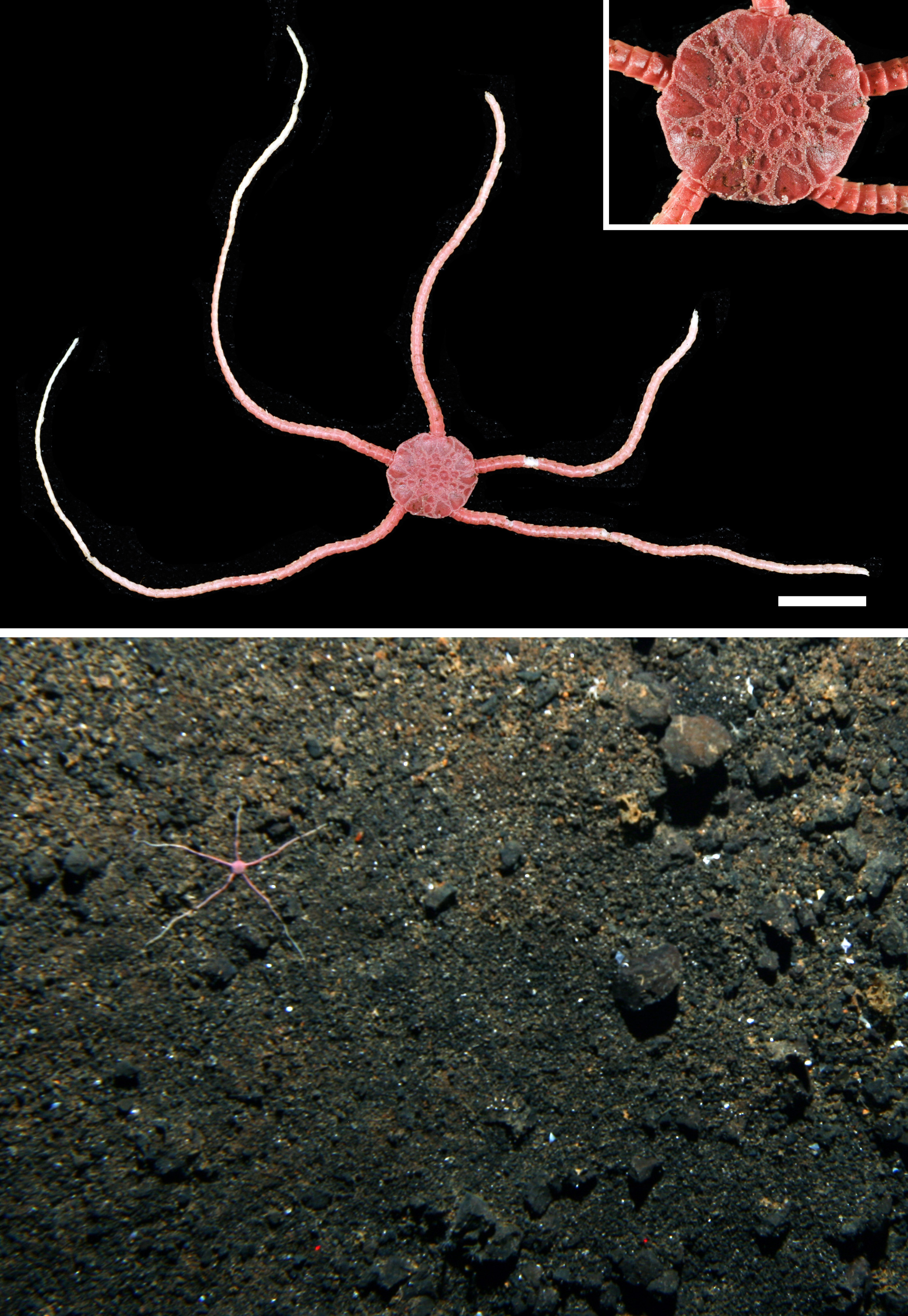
Ophioleuce brevispinum

- genre Ophioleuce Koehler, 1904 -- 8 espèces
- genre Ophiopallas Koehler, 1904 -- 4 espèces
- genre Ophiopinna Hess, 1960 †
- genre Ophiopyren Lyman, 1878 -- 1 espèce
- genre Ophiostriatus Madsen, 1983 -- 4 espèces
- genre Sinosura Hess, 1964 †

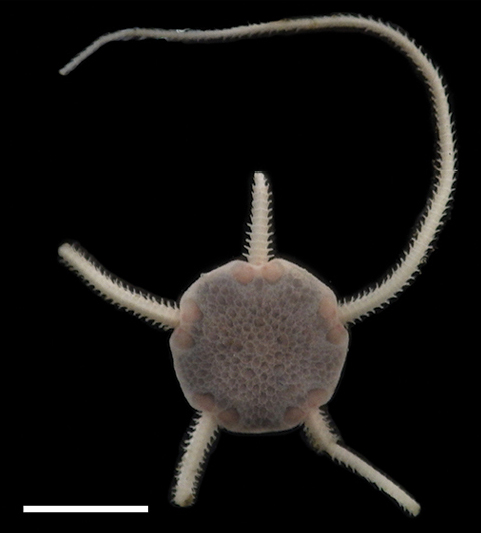
Ophioleuce gracilis
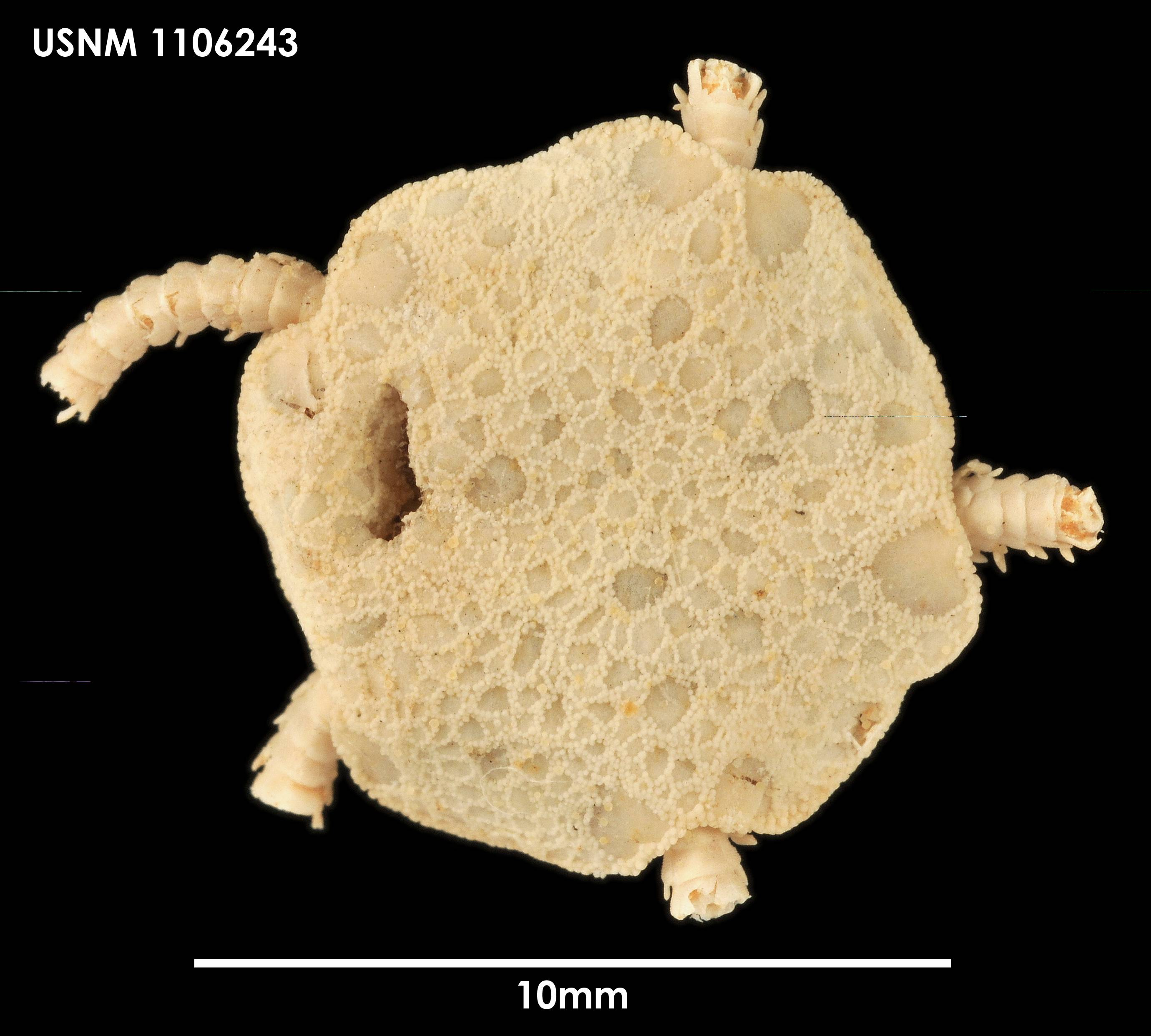
Ophiopyren regularis
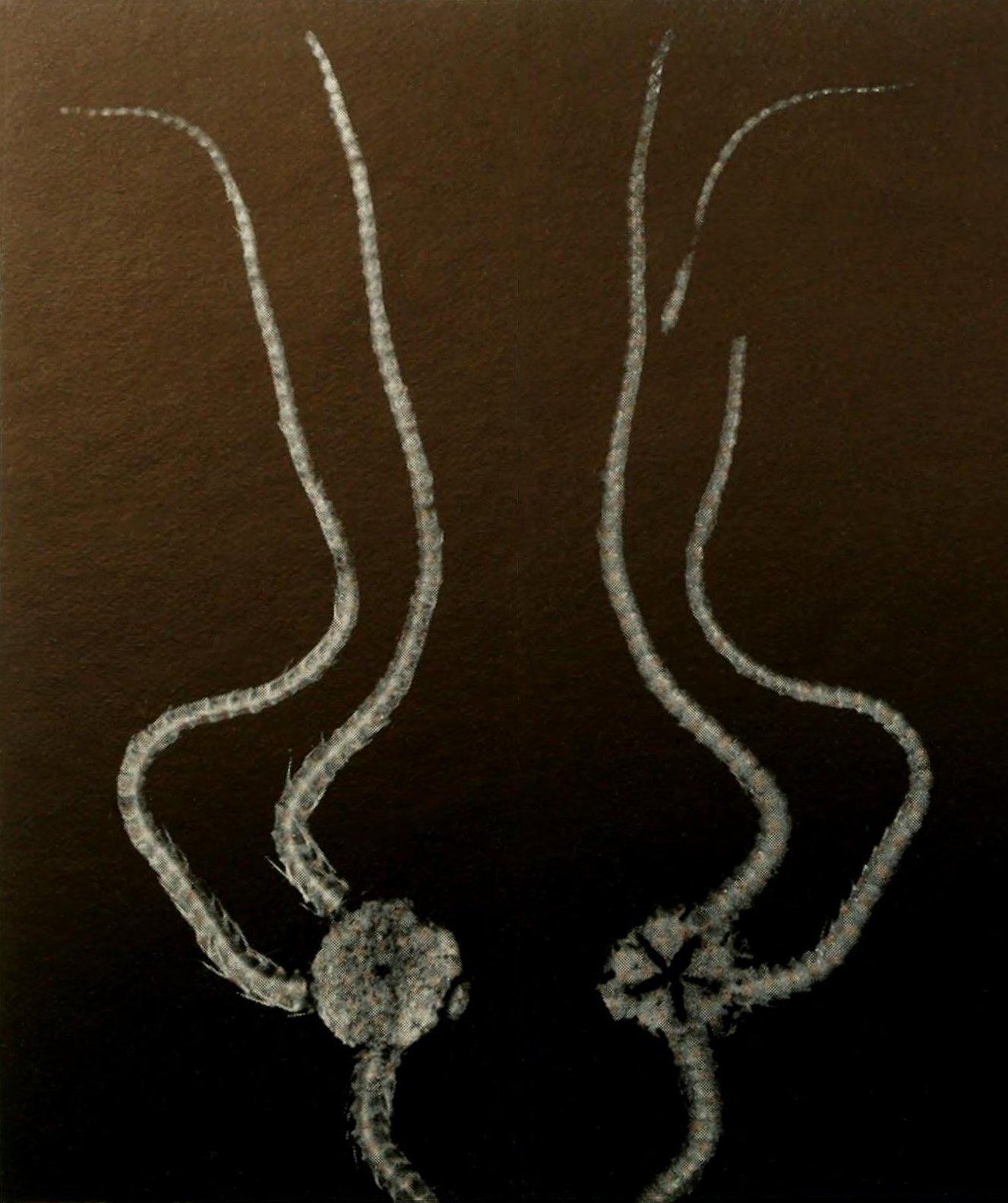
Ophiostriatus atlanticus